# Nub-cheper-Re Anjotef
Nub-cheper-Re Anjotef war ein altägyptischer König (Pharao) der 17. Dynastie (Zweite Zwischenzeit).

## Belege
Im Jahr 2000 entdeckte Daniel Polz vom Deutschen Archäologischen Institut das seit etwa 1860 verschollene Grab von Nub-cheper-Re Anjotef in Dra Abu el-Naga. Hinweise auf die Lage gab dabei der Papyrus Abbott („Grabräuberpapyrus“). Das Grab war ehemals überbaut mit einer kleinen Pyramide mit 11 m Basislänge und einer errechneten Höhe von ca. 13 m.
Bereits Auguste Mariette fand zwei zerbrochene Obelisken mit kompletter Königstitulatur, die auf dem Transport nach Kairo verloren gingen. Seit Beginn des 19. Jahrhunderts befinden sich Teile seiner Grabausstattung in verschiedenen Museen, darunter sein Sarg und ein Diadem. Auf dem Sarkophag befindet sich lediglich der Name „Antef“ ohne den Zusatz „Nub-cheper-Re“. Die Zuweisung dieses Sarkophags an „Nub-cheper-Re Anjotef“ erfolgte jedoch durch komplexe Überlegungen von Georg Steindorff.
Polz entdeckte im verfüllten Grabschacht über 250 Keramikgefäße sowie einen stark beschädigten Steinkopf des Königs.
Für die Chronologie der 17. Dynastie hat der Fund ebenfalls große Bedeutung: von Beckerath datierte Nub-cheper-Re Anjotef noch als Anjotef V. an den Beginn der 17. Dynastie, Polz rückt ihn, wegen des Stils der Keramik, in die Nähe der Könige Senachtenre und Seqenenre. Damit wird er zu Nub-cheper-Re Anjotef (VII.)
Baker ordnet Nub-cheper-Re Anjotef nach seinem älteren Bruder, dem 3. König der 17. Dynastie Intef V., in die Königsfolge ein als 4. König: Intef VI. Der Türpfosten eines Tempels der 17. Dynastie in Theben belegt die Vater-Sohn-Beziehung zwischen Sobekemsaf I., dem 2. König der 17. Dynastie, und Intef VI. und auch die gleiche Beziehung mit dem älteren Bruder Intef V. (Jn jt.f ˁ3, „Intef der Ältere“). Dabei wird angenommen, dass der ältere Bruder vor dem jüngeren regierte.
Nub-cheper-Re Anjotef ist durch Denkmäler in Oberägypten (Abydos, Koptos) recht gut bezeugt. Aus Koptos stammen die Reste einer Kapelle, die weitestgehend rekonstruiert werden kann, und ein längerer königlicher Erlass. Wie eine neue gefundene Inschrift zeigt, war sein Vater ein König mit dem Namen Sobekemsaf. Seine Gemahlin war eine Frau mit dem identischen Namen: Sobekemsaf, die in Edfu bestattet wurde. Ihr Grab scheint am Ende des 19. Jahrhunderts unberaubt aufgefunden worden zu sein. Die Objekte gelangten in den Kunsthandel.
Von seinem Hofstaat sind der Schatzmeister Teti und der Vorsteher der Siegler Iahnefer mit Namen bekannt.